# Songs from the Silver Screen Tour
Songs from the Silver Screen Tour – druga solowa trasa koncertowa amerykańskiej wokalistki Jackie Evancho. Trasa promowała album Songs from the Silver Screen. Na trasę złożyło się 21 koncertów w USA, oraz jeden w Kanadzie i jeden w Japonii. Trasa rozpoczęła się jeszcze przed premierą promowanego albumu. W czasie koncertów Jackie towarzyszyły lokalne orkiestry symfoniczne, bądź orkiestry specjalnie na te okazje formowane. Koncerty zostały pozytywnie zrecenzowane przez większość krytyków, którzy chwalili poczynione przez Evancho postępy wokalne.

## Lista koncertów
| Data              | Miasto                    | Państwo | Miejsce                               | Orkiestra                             |
| ----------------- | ------------------------- | ------- | ------------------------------------- | ------------------------------------- |
| 19 sierpnia 2012  | Tokio                     | Japonia | Bunkamura Orchard Hall                | Tokijska Orkiestra Filharmoniczna     |
| 25 sierpnia 2012  | Filadelfia, Pensylwania   | USA     | Mann Center for the Performing Arts   | The Chamber Orchestra of Philadelphia |
| 15 września 2012  | Puyallup, Waszyngton      | USA     | Puyallup Fair                         | Tacoma Symphony Orchestra             |
| 3 listopada 2012  | Scottsdale, Arizona       | USA     | Talking Stick Resort Ballroom         | *                                     |
| 5 listopada 2012  | Denver, Kolorado          | USA     | Boettcher Concert Hall                | Colorado Symphony Orchestra           |
| 14 listopada 2012 | Grand Prairie, Teksas     | USA     | Verizon Theatre at Grand Prairie      | Dallas Pops                           |
| 16 listopada 2012 | Palm Desert, Kalifornia   | USA     | McCallum Theatre                      | *                                     |
| 25 listopada 2012 | Atlanta, Georgia          | USA     | Woodruff Arts Center                  | Atlanta Symphony Orchestra            |
| 10 grudnia 2012   | Naples, Floryda           | USA     | The Philharmonic Center               | Naples Philharmonic Orchestra         |
| 12 grudnia 2012   | West Palm Beach, Floryda  | USA     | Kravis Center for the Performing Arts | *                                     |
| 15 grudnia 2012   | Santa Barbara, Kalifornia | USA     | Granada Theatre                       | *                                     |
| 17 grudnia 2012   | Costa Mesa, Kalifornia    | USA     | Segerstrom Center for the Arts        | *                                     |
| 22 stycznia 2013  | Minneapolis, Minnesota    | USA     | State Theatre                         | *                                     |
| 24 stycznia 2013  | Chicago, Illinois         | USA     | Symphony Center                       | *                                     |
| 1 lutego 2013     | Boston, Massachusetts     | USA     | Wang Theatre                          | *                                     |
| 16 lutego 2013    | Atlantic City, New Jersey | USA     | Revel Ovation Hall                    | *                                     |
| 12 marca 2013     | Pittsburgh, Pensylwania   | USA     | Heinz Hall                            | Pittsburgh Symphony Orchestra         |
| 14 marca 2013     | Toronto                   | Kanada  | Roy Thomson Hall                      | *                                     |
| 13 kwietnia 2013  | Las Vegas Nevada          | USA     | Smith Center for the Performing Arts  | *                                     |
| 9 maja 2013       | Providence, Rhode Island  | USA     | Providence Performing Arts Center     | Rhode Island Philharmonic Orchestra   |
| 18 maja 2013      | Baltimore, Maryland       | USA     | Meyerhoff Symphony Hall               | Baltimore Symphony Orchestra          |
| 2 czerwca 2013    | St. Petersburg, Floryda   | USA     | Mahaffey Theater                      | *                                     |
| 7 czerwca 2013    | Cleveland, Ohio           | USA     | Palace Theatre at Playhouse Square    | *                                     |
| 28 czerwca 2013   | Lewiston, Nowy Jork       | USA     | Artpark                               | *                                     |

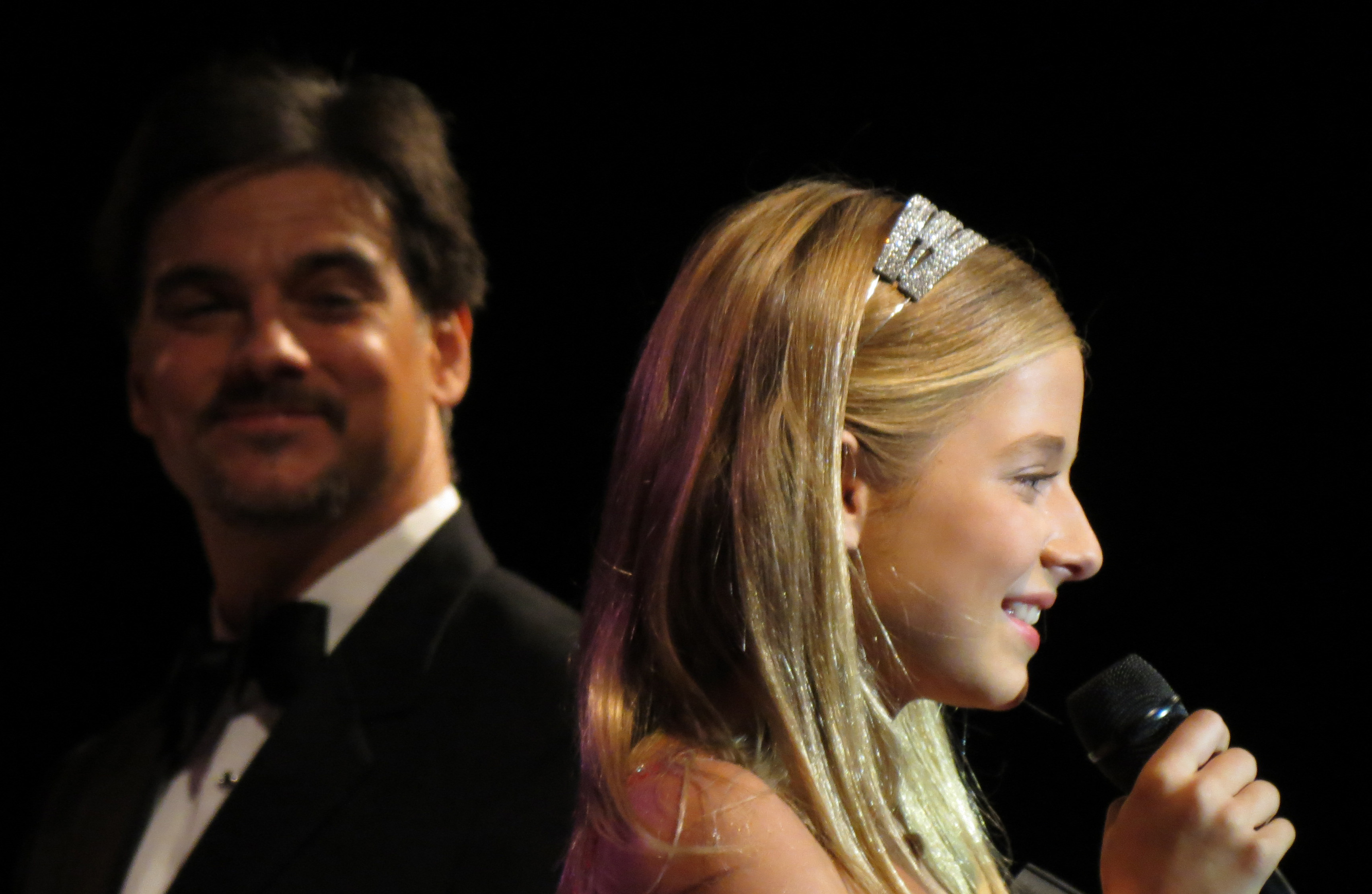
Evancho z dyrygentem Johnem Mario Di Costanz

Gwiazdka w rubryce „orkiestra” oznacza że na ten koncert specjalnie uformowano orkiestrę symfoniczną.